# 本內迪科特·迪波夫斯基
本內迪科特·塔德烏什·迪波夫斯基（波蘭語：Benedykt Tadeusz Dybowski，1833年5月12日—1930年1月31日）是一名波蘭自然學家和醫生。

## 生平
迪波夫斯基出生於俄羅斯帝國明斯克省的阿達馬里尼（Adamaryni），屬於波蘭貴族。他是博物學家瓦迪斯瓦夫·迪波夫斯基的哥哥，也是法國探險家吉恩·迪波夫斯基的堂哥。
他就讀於明斯克高中，後來在今愛沙尼亞的塔爾圖（早先的多爾帕特）大學學主修醫學。後來他就讀於弗羅茨瓦夫大學，並參加尋找和研究海洋魚類和甲殼動物的探險活動。他成為華沙主要學校的動物學教授。
1864年，他因參加波蘭一月起義而被捕並被判處死刑。後來他的判決被減為在西伯利亞進行12年的勞改（卡托加）。
他開始研究西伯利亞的自然歷史。1866年，省長穆拉維夫解除了迪波夫斯基的勞改，恢復了他的公民權利，並建議他在醫院當醫生。
後來他在小村莊庫爾圖克定居，在俄羅斯地理學會的一些技術支持下開始對貝加爾湖進行詳細研究。他擔任堪察加半島、阿留申群島、科曼多爾群島、白令島的原住民的醫生，每年在那裡的人口密集地區進行四次旅行。
從亞洲回來後，他繼續在利沃夫大學（從事研究工作。他是波蘭哥白尼自然主義者協會的主席（1886年—1887年）。
1921年，華沙大學授予迪波夫斯基榮譽博士學位。1923年，維爾紐斯大學授予他榮譽博士學位。1927年，蘇聯科學院選舉迪波夫斯基為院士-通訊員。在迪波夫斯基的95歲生日時，舍甫琴科科學學會向他表示了祝賀。
迪波夫斯基在利沃夫度過了他生命中的最後幾年，並在1930年逝世，享年96歲。他與1863年波蘭起義的參與者一起被安葬在利沃夫利查基夫公墓。
他收集的大部分動物學和植物學標本現在都在利沃夫動物學博物館。
一個據說來自貝加爾湖並由他命名的端足動物（Gammaracanthuskytodermogammarus loricatobaicalensis，意為「來自貝加爾湖的皮膚上有中空棘刺的端足動物」）曾被認為是最長的學名。然而這個命名最後被裁定無效。
2014年2月，旅行家雅瑟克·帕爾凱維奇在堪察加彼得羅巴甫洛夫斯克為迪波夫斯基紀念牌揭幕。

## 外部連結
维基共享资源上的相關多媒體資源：本內迪科特·迪波夫斯基
- Biography
- Curiosities of Biological Nomenclature: Wordplay
- The diary of Dr. Benedykt Dybowski from 1862 until 1878 （页面存档备份，存于）
- "Dybowski 1863" （页面存档备份，存于） short movie by Maciej Pawlicki about the Dybowskis's arrest and the death penalty trial for taking part in the 1863 Polish January Uprising against the occupying Russian Empire at the Warsaw Main School while being the assistant professor there.
- 1957 Polish 2.50 zloty postage stamp with Benedykt Dybowski